# Virgin Group
O Virgin Group Ltd ou  Virgin, criado pelo bilionário britânico Richard Branson, é um conjunto de empresas ligadas aos mais diversos sectores da sociedade de consumo, presente num vasto número de países em todos os continentes. A principal característica de cada vida ligada ao grupo é a utilização da imagem da marca Virgin.
A actividade começou no mundo da música, quando Richard Branson criou a editora Virgin Records e quando lançou o primeiro mega-armazém Virgin Megastore, no início da década de 70, em Londres. Rapidamente decidiu expandir o seu negócio nas mais diversas áreas, o que levou à actual diversidade do negócio.

## Aviação e transporte ferroviário
Principais empresas: Virgin Trains (empresa privada de caminhos de ferro, Reino Unido), Virgin America (companhia aérea low cost, Estados Unidos, extinta em 2018), Virgin Atlantic Airways (companhia aérea de voos intercontinentais, Reino Unido), Virgin Australia (companhia aérea low cost, Austrália e Nova Zelândia), Virgin Express (companhia aérea low cost, Bélgica), Virgin Nigeria (companhia aérea, Nigéria).

## Música
Principais empresas: Virgin EMI Records (uma das maiores editoras musicais no mundo, é um joint venture entre Virgin Group e  Universal Music), V2 Records (editora musical, pertence atualmente à PIAS), Virgin Radio (uma das mais populares estações de rádio no Reino Unido), V Festival (organização de festivais de música, Reino Unido e Estados Unidos), Virgin Megastore (grandes armazéns especializados em música, filmes e videojogos).

## Telecomunicações e media
Virgin Mobile (operadora móvel em vários países: Reino Unido, Austrália, Canadá, África do Sul, Estados Unidos e França), Virgin Media (operador de televisão por cabo e internet).

## Outros negócios do grupo Virgin
Existem muitas outras empresas do grupo e da marca Virgin, como por exemplo na área da alimentação e de bebidas (Virgin Cola, Virgin Coca), aluguel de automóveis e limusines, agências de viagens, cartões de crédito e, mais recentemente, o turismo espacial (Virgin Galactic). No final de 2009, a empresa criou uma equipe de Fórmula 1, a Virgin Racing, em parceria com a Manor Motorsport.